# Cruisen (Lied)
Cruisen ist ein Lied der deutschen Hip-Hop-Gruppe Massive Töne. Der Song ist die erste Singleauskopplung ihres dritten Studioalbums MT3 und wurde am 8. Juli 2002 veröffentlicht.

## Inhalt
| Liedteil   | Künstler      |
| Refrain    | Ju und Schowi |
| 1. Strophe | Ju            |
| 2. Strophe | Schowi        |
| 3. Strophe | Ju und Schowi |
| Outro      | Ju            |

In dem Song rappen die Massiven Töne aus Sicht eines Lyrischen Ichs. Sie glorifizieren sich selbst und beschreiben sich im Refrain als die „Coolsten“, wenn sie durch die Stadt cruisen und dabei Frauen auf sich aufmerksam machen. Im ersten Vers rappt Ju, wie er Verkehrsregeln missachtet, vor der Polizei flüchtet und mit 200 PS auf der Suche nach einer Frau ist, wobei er darauf achtet, dass sein Gangster-Image gewahrt wird. Der zweite Vers wird von Schowi gerappt, der erzählt, wie er von einer Radarkontrolle erfasst und von der Polizei angehalten wird. Diese wundert sich über den Rauch, der aus dem Innenraum des Autos, aufgrund von Cannabis-Konsum dringt. Doch die Polizei findet kein Weed und so kann er weiter mit aufgedrehter Musikanlage und Bass durch die Stadt fahren. Im Outro wenden sich die Massiven Töne mit ihrer Botschaft, dass sie die Coolsten seien, an weitere Verkehrsteilnehmer, wie BMW-, Golf-, Audi-, Daimler-, Lowrider- und BMX-Fahrer sowie an Biker, Dreiradler und Trucker.

## Produktion
Das Lied wurde vom Musikproduzenten Yvan Jacquemet produziert.

## Musikvideo
Das Video orientiert sich stark am Text des Lieds. Anfangs kaufen die Massiven Töne einen Porsche 928 und fahren mit ihm durch die Stadt, wobei man sie aus dem Schiebedach des Autos rappen sieht. Ju entdeckt eine attraktive Frau und hält bei ihr an. Die anderen beiden, Schowi und DJ 5ter Ton, kaufen sich daraufhin eine Mercedes S-Klasse und fahren weiter durch die Stadt, wobei sie in eine Radarkontrolle geraten und von der Polizei gestoppt werden. Diese wundert sich über den Rauch, der aus dem Innenraum des Autos dringt, kann jedoch keine Drogen finden und lässt die beiden weiter fahren. Am Ende sieht man die Massiven Töne in einer Halle zwischen anderen Leuten, leicht bekleideten Frauen und Autos rappen.

## Single

### Covergestaltung
Das Singlecover zeigt eine blonde Frau, die in Weiß gekleidet ist, vor einem grauen Mercedes-Benz steht und den Betrachter ansieht. Oben links im Bild befinden sich die grauen bzw. schwarzen Schriftzüge Massive Töne und Cruisen. Der Hintergrund ist weiß gehalten.

### Chartplatzierungen
Cruisen stieg am 22. Juli des Jahres 2002 auf Platz 20 in die deutschen Single-Charts ein und stieg in den folgenden Wochen kontinuierlich bis auf Rang 5, auf dem es sich zwei Wochen lang hielt, bevor es auf die Positionen 6, 7 und 10 fiel. Insgesamt hielt sich das Lied 17 Wochen in den Top 100, davon sechs Wochen in den Top 10. In Österreich belegte der Song Platz 15 (17 Wo.) und in der Schweiz Rang 25 (13 Wo.).
In den deutschen Jahrescharts 2002 belegte die Single Position 31.
| ChartsChartplatzierungen | Höchstplatzierung | Wochen |
| ------------------------ | ----------------- | ------ |
| Deutschland (GfK)        | 5 (17 Wo.)        | 17     |
| Österreich (Ö3)          | 15 (17 Wo.)       | 17     |
| Schweiz (IFPI)           | 25 (13 Wo.)       | 13     |

| ChartsJahrescharts (2002) | Platzierung |
| ------------------------- | ----------- |
| Deutschland (GfK)         | 31          |